# کاسوکو
کاسوکو (انگلیسی: Casuco؛ زادهٔ ۲۶ سپتامبر ۱۹۵۵) بازیکن فوتبال اهل اسپانیا است.
از باشگاه‌هایی که در آن بازی کرده‌است می‌توان به باشگاه فوتبال الچه، باشگاه فوتبال رئال مادرید، باشگاه فوتبال گرانادا، و باشگاه فوتبال رئال ساراگوسا اشاره کرد.